# Marcel Lémar
Pour les articles homonymes, voir Lemar (homonymie).
Léon-Marcel Marceau, dit Marcel Lémar, né à Paris, dans le 12e arrondissement de Paris, le 21 juin 1892 et mort dans la même ville, dans le 13e arrondissement de Paris, le 20 septembre 1941,, est un sculpteur animalier français.

## Biographie
Vers 1907, Marcel Lémar doit renoncer à poursuivre des études et entre comme facteur aux PTT. Il est mobilisé en 1914 ; en 1917, il est réformé.
En 1925, tout en restant postier, il commence à suivre des cours d'anatomie, de paléontologie et de géologie au Muséum national d'histoire naturelle ; cette année-là, il expose pour la première fois au Salon des indépendants. Vers 1930, il adhère au groupe des Douze sculpteurs animaliers ou Groupe des XII, créé par François Pompon et Jane Poupelet (on y trouve également Georges Hilbert, Adrienne Jouclard et Paul Jouve) ; la première exposition du groupe a lieu en avril-mai 1932 dans les salons de l'hôtel Ruhlmann, à Paris ; une seconde exposition a lieu en mars 1933, peu de temps avant la mort de François Pompon, leur chef de file (6 mai 1933).
Durant sa carrière, Lémar expose régulièrement au Salon des indépendants, au Salon d'automne, au Salon de la Nationale ou au Salon des Artistes animaliers.
Le 20 septembre 1941, il est retrouvé mort à son domicile du no 56 de la rue Cantagrel.

## Œuvre
Marcel Lémar sculpte, d'après nature, le plus souvent au Jardin des plantes à Paris, des animaux rarement représentés comme le crapaud ou le crocodile. Sa manière, stylisée, révèle une grande sensibilité. Il a utilisé des matériaux très divers : pierre, bronze, plâtre, bois, terre cuite.
À côté de son œuvre de sculpteur, Marcel Lémar a laissé des dessins et des gravures ; l'essentiel consiste en représentations d'animaux, mais il a fait aussi quelques portraits.
Marcel Lémar a fait don de nombreuses œuvres à l'État. Elles ont été réparties entre divers musées : Musée national d'art moderne, musées de Roubaix, Riom, Angers, Cambrai.

## Expositions
- Musée de la Piscine, Roubaix.
- Musée Mandet, Riom. Exposition du 15 juin 2013 au 5 janvier 2014.